# Calycolpus revolutus
Calycolpus revolutus är en myrtenväxtart som först beskrevs av Johannes Conrad Schauer, och fick sitt nu gällande namn av Otto Karl Berg. Calycolpus revolutus ingår i släktet Calycolpus och familjen myrtenväxter. Inga underarter finns listade i Catalogue of Life.